# Leptusa fuliginosa
Leptusa fuliginosa är en skalbaggsart som först beskrevs av Aubé 1850.  Leptusa fuliginosa ingår i släktet Leptusa, och familjen kortvingar. Arten har ej påträffats i Sverige.